# 志和稲荷神社
志和稲荷神社（しわいなりじんじゃ）は、岩手県紫波郡紫波町升沢部落の西部山麓、滝名川左岸に鎮座する神社である。旧社格は県社で、現在は神社本庁の別表神社。
地元では日本三大稲荷 や日本五大稲荷の一つとされることがある。
すぐ近くには別に志和古稲荷神社も鎮座する。

## 祭神
宇迦之御魂大神（稲荷大神）、猿田彦大神、大宮能売（おおみやのめ）大神を祭神とするが、神社では大宮能売大神は天宇受売命の別名としている。
江戸時代には十一面観音を本地仏としていた。

## 歴史
天喜5年（1057年）、源頼義が安倍頼時、貞任父子追討（前九年の役）の為に陣ヶ岡に布陣した際に戦勝を祈願して京の伏見稲荷神社から分霊を勧請して創祀したと伝え、その後藤原氏の一族で斯波郡を領した樋爪俊衡等が再建したとも、文治5年（1189年）の奥州合戦に際して源頼朝が再建したともいう。また、大同年間（806年 - 810年）の創建とする伝承もあり、更に建武2年（1335年）に奥州総大将として斯波郡に下向した斯波家長が伏見稲荷を勧請したともいう。
室町時代を通じて斯波郡郡主である斯波氏から崇敬され、天正16年（1588年）には斯波詮直による社殿の造営も行われたが、同年詮直が南部信直に逐われると、南部氏が代わって崇敬するようになった。なお、信直に攻められた詮直は当神社の別当寺院であった成就院に一時身を潜め、その後山王海（滝名川上流の小盆地、現紫波町土館の山間部）へ逃亡したという。
南部氏による崇敬、保護は、慶長4年（1599年）の信直による田畑24石余の寄進が初見で、その後同17年に平沢村（現紫波町平沢）から20石、翌々19年に10石余の地が加増されており、承応元年（1652年）には同氏分家の八戸直栄による社領7石の寄進があった他、その後の盛岡藩からの3度の寄進もあり、嘉永2年（1849年）時点での藩による寄進高は都合70石に及んでいた。また祭礼等には藩主（南部氏当主）の直参、或いは代参が頻繁に行われ、南部一族の祈願所的性格を有していた事が認められ、天保5年（1834年）に藩主利済は手許金で日光街道に擬えた盛岡から当神社へ至る5里程（およそ15キロ）の参道「志和稲荷街道」を造成している（翌年完成）。
明治初年に村社に列格し、大正7年（1918年）6月に県社に昇格した。戦後は神社本庁に参加し、昭和32年（1957年）6月にその別表神社とされている。

## 祭祀
明治初年まで神仏混淆の影響で、修験道寺院である成就院が別当として管掌していた。

## 境内
境内には樹齢千年を超える杉の木があり、「稲荷山大杉」と呼ばれ神木とされている。長寿を願って杉の根本から白狐の毛を探すという風習がある。